# فريدريك فرنسيس
فريدريك فرنسيس (بالإنجليزية: Frederick Francis)‏ هو سياسي أسترالي، ولد في 1881 في ملبورن في أستراليا، وتوفي في 15 أغسطس 1949. انتخب عضو مجلس النواب الأسترالي عن دائرة Division of Henty ‏ (13 ديسمبر 1919 – 3 أكتوبر 1925).